# 1. deild karla 2010
Mùa giải 2010 của 1. deild karla là mùa giải thứ 56 của bóng đá hạng hai ở Iceland.

## Sân vận động và địa điểm
| Đội bóng    | Vị trí        | Sân vận động       | Sức chứa |
| ----------- | ------------- | ------------------ | -------- |
| Fjarðabyggð | Fjarðabyggð   | Eskifjarðarvöllur  | 1.000    |
| Fjölnir     | Reykjavík     | Fjölnisvöllur      | 1.008    |
| Grótta      | Seltjarnarnes | Gróttuvöllur       | 1.500    |
| HK          | Kópavogur     | Kópavogsvöllur     | 5.501    |
| ÍA          | Akranes       | Akranesvöllur      | 2.780    |
| ÍR          | Reykjavík     | ÍR-Völlur          | 800      |
| KA          | Akureyri      | Akureyrarvöllur    | 1.770    |
| Leiknir R.  | Reykjavík     | Leiknisvöllur      | 1.300    |
| Njarðvík    | Reykjanesbær  | Njarðtaksvöllurinn | 2.880    |
| Vikingur R. | Reykjavík     | Keppnisvöllur      | 1.249    |
| Þór A.      | Akureyri      | Þórsvöllur         | 1.000    |
| Þróttur R.  | Reykjavík     | Valbjarnarvöllur   | 5.478    |

## Bảng xếp hạng
| XH | Đội                        | Tr | T  | H | T  | BT | BB | HS  | Đ  | Lên hay xuống hạng                                   |
| -- | -------------------------- | -- | -- | - | -- | -- | -- | --- | -- | ---------------------------------------------------- |
| 1  | Víkingur Reykjavík (C) (P) | 22 | 15 | 3 | 4  | 46 | 23 | +23 | 48 | Lên chơi tại Bản mẫu:Fb competition 2011 Úrvalsdeild |
| 2  | Þór A. (P)                 | 22 | 12 | 7 | 3  | 53 | 23 | +30 | 43 | Lên chơi tại Bản mẫu:Fb competition 2011 Úrvalsdeild |
| 3  | Leiknir R.                 | 22 | 13 | 4 | 5  | 32 | 19 | +13 | 43 |                                                      |
| 4  | Fjölnir                    | 22 | 12 | 4 | 6  | 42 | 28 | +14 | 40 |                                                      |
| 5  | ÍA                         | 22 | 9  | 8 | 5  | 44 | 28 | +16 | 35 |                                                      |
| 6  | ÍR                         | 22 | 8  | 6 | 8  | 31 | 38 | −7  | 30 |                                                      |
| 7  | Þróttur Reykjavík          | 22 | 8  | 5 | 9  | 32 | 37 | −5  | 29 |                                                      |
| 8  | HK                         | 22 | 7  | 4 | 11 | 30 | 38 | −8  | 25 |                                                      |
| 9  | KA                         | 22 | 6  | 6 | 10 | 29 | 43 | −14 | 24 |                                                      |
| 10 | Grótta                     | 22 | 4  | 6 | 12 | 29 | 47 | −18 | 18 |                                                      |
| 11 | Fjarðabyggð (R)            | 22 | 4  | 5 | 13 | 26 | 47 | −21 | 17 | Xuống chơi tại2011 2. deild                          |
| 12 | Njarðvík (R)               | 22 | 3  | 4 | 15 | 14 | 37 | −23 | 13 | Xuống chơi tại2011 2. deild                          |

Cập nhật đến ngày 18 tháng 9 năm 2010
Nguồn: ksi.is (tiếng Iceland)
Quy tắc xếp hạng: 1. Điểm; 2. Hiệu số bàn thắng; 3. Số bàn thắng.
(VĐ) = Vô địch; (XH) = Xuống hạng; (LH) = Lên hạng; (O) = Thắng trận Play-off; (A) = Lọt vào vòng sau. 
Chỉ được áp dụng khi mùa giải chưa kết thúc: 
(Q) = Lọt vào vòng đấu cụ thể của giải đấu đã nêu; (TQ) = Giành vé dự giải đấu, nhưng chưa tới vòng đấu đã nêu.

## Kết quả
Mỗi đội thi đấu với mỗi đối thủ một trận sân nhà và một trân sân khách với tổng cộng 22 trận.
| S.nhà ╲ S.khách    | ÍA  | KFF | FJÖ | GRÓ | ÍR  | KAK | HK  | LRE | NJA | ÞÓR | ÞRÓ | VÍK |
| ÍA                 |     | 4–2 | 2–2 | 6–1 | 1–1 | 5–1 | 1–2 | 0–1 | 1–0 | 1–1 | 2–4 | 1–1 |
| Fjarðabyggð        | 3–2 |     | 0–1 | 1–4 | 1–2 | 1–0 | 2–0 | 1–1 | 0–0 | 1–1 | 1–3 | 1–2 |
| Fjölnir            | 1–1 | 2–1 |     | 1–0 | 4–0 | 3–2 | 0–2 | 4–3 | 3–0 | 2–0 | 3–0 | 2–2 |
| Grótta             | 1–4 | 3–1 | 1–2 |     | 1–2 | 4–1 | 1–2 | 0–0 | 1–0 | 0–2 | 2–3 | 1–6 |
| ÍR                 | 0–3 | 4–1 | 0–2 | 2–2 |     | 2–1 | 2–1 | 2–1 | 5–1 | 0–3 | 1–1 | 0–4 |
| KA                 | 1–1 | 2–2 | 3–2 | 1–1 | 3–2 |     | 3–3 | 2–2 | 2–1 | 0–2 | 3–0 | 0–2 |
| HK                 | 0–2 | 0–2 | 1–0 | 2–2 | 0–0 | 0–1 |     | 2–2 | 4–1 | 3–2 | 0–1 | 2–1 |
| Leiknir R.         | 1–0 | 1–0 | 1–3 | 2–1 | 2–0 | 3–0 | 1–0 |     | 2–0 | 1–0 | 2–1 | 2–0 |
| Njarðvík           | 1–2 | 1–1 | 1–0 | 1–1 | 1–2 | 1–1 | 2–0 | 0–1 |     | 0–1 | 0–2 | 1–2 |
| Þór A.             | 2–2 | 9–1 | 1–1 | 5–0 | 2–2 | 3–0 | 6–3 | 1–0 | 4–0 |     | 2–1 | 4–3 |
| Þróttur Reykjavík  | 2–2 | 3–2 | 2–1 | 2–2 | 1–1 | 1–2 | 3–2 | 0–2 | 1–2 | 1–1 |     | 0–1 |
| Víkingur Reykjavík | 0–1 | 2–1 | 5–3 | 1–0 | 2–1 | 2–0 | 3–1 | 2–1 | 1–0 | 1–1 | 3–0 |     |

Cập nhật lần cuối: ngày 18 tháng 9 năm 2010.
Nguồn: ksi.is (tiếng Iceland)
1 ^ Đội chủ nhà được liệt kê ở cột bên tay trái.
Màu sắc: Xanh = Chủ nhà thắng; Vàng = Hòa; Đỏ = Đội khách thắng.

## Thống kê

### Danh sách ghi bàn
Tính đến 18 tháng 9 năm 2010.
| Thứ hạng | Cầu thủ                | Câu lạc bộ  | Số bàn thắng | Số trận | Tỉ lệ |
| -------- | ---------------------- | ----------- | ------------ | ------- | ----- |
| 1        | Aron Jóhannsson        | Fjölnir     | 12           | 18      | 0.67  |
| 2        | Ármann Pétur Ævarsson  | Þór A.      | 12           | 21      | 0.57  |
| 3        | Gary John Martin       | ÍA          | 10           | 9       | 1.11  |
| 4        | Aron Már Smárason      | Fjarðabyggð | 10           | 18      | 0.56  |
| 5        | Pétur Georg Markan     | Fjölnir     | 10           | 21      | 0.48  |
| 6        | Helgi Sigurðsson       | Víkingur R. | 9            | 21      | 0.43  |
| 7        | Andri Júlíusson        | ÍA          | 8            | 17      | 0.47  |
| 8        | Árni Freyr Guðnason    | ÍR          | 8            | 19      | 0.42  |
| 8        | Jóhann Helgi Hannesson | Þór A.      | 8            | 19      | 0.42  |
| 10       | Aleksandar Linta       | Þór A.      | 8            | 20      | 0.40  |
| 11       | Kristján Páll Jónsson  | Leiknir R.  | 8            | 22      | 0.36  |

- Aleksandar Linta ghi 7 trên 8 bàn từ chấm phạt đền.